# Plesiopanurgus
Plesiopanurgus – rodzaj pszczół z rodziny pszczolinkowatych, podrodziny zbierkowatych i plemienia trutnic.
Są to krępo zbudowane pszczoły o ciele długości od 7 do 11 mm, jednolicie czarnym oskórku i dość długim, jasnym owłosieniu. Głowa jest nieco szersza niż dłuższa, u obu płci pozbawiona jest zagłębień twarzowych, ma słabo zaznaczone zewnętrzne szwy podczułkowe, silnie wystający nadustek i w całości długo orzęsioną wargę górną. Górna powierzchnia żuwaczek odznacza się silnym zębem przynasadowym. Czułki samców mają pogrubione trzonek i biczyk oraz spiczasto zwężony ostatni człon. Przedplecze wyróżnia się obecnością guzków lub listewek w części grzbietowo-bocznej. Samce mają siódme sternum odwłoka z małym dyskiem, szypułkowatymi płatami apodemalnymi i urzeźbionymi, długo owłosionymi płatami wierzchołkowymi. Silny wyrostek wierzchołkowy ósmego sternum ma jeszcze boczne odgałęzienia. Gonokoksyty samca są krótsze od owłosionych gonostyli.
Rodzaj palearktyczny. Przedstawiciele występują w Maroku i w Azji od wschodniej Turcji po Iran.
Należą tu gatunki:
- Plesiopanurgus cinerarius Cameron, 1907
- Plesiopanurgus ibex Baker, 1972
- Plesiopanurgus richteri (Schwammberger, 1971)
- Plesiopanurgus zizus (Warncke, 1987)